# Air de cour
El air de cour era un tipo popular de música vocal profana en Francia en el Renacimiento tardío y el Barroco temprano, desde cerca de 1570 hasta alrededor de 1650. De aproximadamente 1610 a 1635, durante el reinado de Luis XIII, esta fue la forma predominante de composición vocal profana en Francia, especialmente en la corte real.

## Louis de La Coste
La Coste es autor tardío de numerosas canciones (air de cour), aparecidas muchas de ellas en la editorial de Christophe Ballard. 
Cher objet de mes vœux quel injuste devoir:
« Cher Objet de mes vœux quel injuste devoir

Nous deffend, helas ! de nous voir ?

Dans le même séjour & dans la même chaîne,

Nos cœurs ne peuvent être heureux ;

Ah ! tu n'és que trop prés pour allumer mes feux,

Et trop loin pour calmer ma peine.

Cher Objet de mes vœux quel barbare devoir

Nous deffend encor de nous voir. »

## Compositores
Algunos compositores de air de cour:
- Adrian Le Roy (c.1520 – 1598)
- Nicolas de la Grotte (1530 – c.1600)
- Jacques Mauduit (1557 – 1627)
- Pierre Guédron (c.1570 – c.1620)
- François Richard (c.1585 - 1650)
- Antoine Boësset (1586 – 1643)
- Étienne Moulinié (c.1600 – c.1669)
- Jean de Cambefort (c.1605 – 1661)
- Jacques de Gouy (c.1610 – after 1650)
- Bénigne de Bacilly (c.1625-1690)
- Joseph Chabanceau de La Barre (1633-1678)
- Gabriel Bataille (c.1575 – 1630)
- Michel L'Affilard (c.1656-1708)
- Jean-Baptiste Drouard de Bousset (1662 - 1725)
- Louis de La Coste (c. 1675 - c. 1750)